# Botmeur
Botmeur (tiếng Breton: Boneur) là một xã của tỉnh Finistère, thuộc vùng Bretagne, miền tây bắc Pháp.

## Dân số
Người dân ở Botmeur được gọi là Botmeuriens.